# V Puppis
V Puppis (V Pup / HD 65818 / HR 3129) es un sistema estelar variable en la constelación de Puppis, la popa del Argo Navis. De magnitud aparente media +4,45, se encuentra a unos 1165 años luz de distancia del sistema solar.

## Características de las componentes
V Puppis es una estrella binaria cercana formada por una estrella azul de la secuencia principal de tipo espectral B1V y una subgigante de tipo B3IV. La primera de ellas, la más caliente con una temperatura de 28 200 K, es también la más luminosa del par, siendo su luminosidad 16 900 veces superior a la del Sol.
13 veces más masiva que el Sol, su radio es aproximadamente 5,5 veces más grande que el radio solar.
La estrella subgigante, con una temperatura de 26 600 K, brilla con una luminosidad 7940 veces mayor que la luminosidad solar.
Con un radio 4,2 veces más grande que el del Sol, la masa de esta segunda estrella es incierta, pudiendo estar comprendida entre 7,8 y 11 masas solares.

## Órbita del sistema
El período orbital del sistema, muy corto, es de 1,4545 días. La separación entre las componentes es de solo 15 radios solares, por lo que casi están en contacto. De hecho, la enorme fuerza de marea de la estrella mayor sobre la menor hace que esta última llene su lóbulo de Roche, existiendo transferencia de masa desde la estrella subgigante hacia su compañera de mayor tamaño. Asimismo, dado que la inclinación de la órbita es de 11º, se produce un eclipse parcial cuando una de las estrellas transita por delante de la otra; este es más acusado cuando la estrella más pequeña y fría pasa por delante de la más grande y caliente. Sin embargo, incluso fuera del momento de los eclipses, el brillo del sistema varía continuamente debido a la distorsión producida por las fuerzas de marea y la rotación estelar.
Además de todo lo expuesto, un factor adicional hace de este sistema un caso singular. La observación de los eclipses a lo largo del tiempo ha mostrado que la estrella binaria se encuentra en órbita en torno a otra gran masa, con un período de 5,47 años. La masa de este tercer objeto es superior a 10,4 masas solares, siendo este un límite inferior al no conocerse la inclinación de esta órbita. Las leyes de Kepler adjudican una distancia de al menos 10 UA entre la estrella binaria y el otro objeto. Este objeto no emite luz, por lo que se piensa que es un agujero negro, el remanente estelar de la estrella primaria de un sistema estelar triple que explotó como supernova.